# José Montenegro Capell
José Montenegro Capell (Cádiz, ca. 1853 - Jerez de la Frontera, 14 de marzo de 1929) fue un pintor español afincado en Jerez de la Frontera, provincia de Cádiz. Su pintura de estilo costumbrista representa principalmente paisajes cercanos a Jerez de la Frontera y escenas cotidianas. Aunque se trata de un artista con una técnica depurada e innegable calidad, debido a su vida bohemia y al alcoholismo que sufría, muchas de sus últimas obras fueron realizadas de forma apresurada con materiales inadecuados, con la única finalidad de obtener ingresos para asegurar su supervivencia. Sus mejores obras datan de alrededor de 1910, cuando era apoyado y protegido por las principales familias aristocráticas de la ciudad. Uno de sus lienzos, titulado Alrededores de Jerez, fechado en 1893, se encuentra en la colección Bellver de pintura costumbrista de Andalucía.